# یلنا تر-آواکیان
یلنا واهاگنی تر-آواکیان (ارمنی: Ելենա Վահագնի Տեր-Ավագյան؛ انگلیسی: Elena Ter-Avakyan زاده ۷ آوریل ۱۹۳۶ - درگذشته ۲۸ اکتبر ۲۰۱۴) نقاش اهل ارمنستان بود.

## زندگی‌نامه
وی در ۷ آوریل ۱۹۳۶ در ایروان در به دنیا آمد و از کالج دولتی هنرهای زیبای پانوس ترلمزیان و انستیتو دولتی هنری و نمایشی ایروان فارغ‌التحصیل گشت. وی عضو اتحادیه نقاشان ارمنستان (۱۹۷۰) بود.   وی در ۲۸ اکتبر ۲۰۱۴ در سن ۷۸ سالگی در ایروان درگذشت.

## آثار
وی آثاری در مجموعه موزه هنرهای زیبای وانادزور دارد.